# Kerzers
Kerzers (berndeutsch Cheerzers [χɛːrtsərs]; französisch Chiètres; Freiburger Patois Tyétreⓘ) ist eine politische Gemeinde im Seebezirk des westschweizerischen Kantons Freiburg. Die Gemeinde liegt am Ostrand des Grossen Mooses, der grössten Gemüseanbaufläche der Schweiz.

## Geschichte

Luftbild (1949)

Kerzers lag zur Zeit der Römer an der wichtigen Strasse von Aventicum (Avenches) nach Salodurum (Solothurn). Die historischen Bezeugungen in Cartris Villa (926), Kercers (1153), Chiertri (1228), Kertzerz (1276) und Chiertres (1285) lassen einen lateinischen Namen ad Carcerem oder ad Carcares rekonstruieren, was unter anderem «bei der Umzäunung», «beim Kerker» bedeutet.
Die frühburgundische Königin Bertha schenkte 961 der Abtei Payerne die Kirche. Am 16. Mai 1382 kaufte Freiburg für 1050 Gulden den Inselgau (das heutige Seeland) mit allen Dörfern bis Bellmund und Port inklusive Kerzers (siehe auch Aarberg). Nach Kleinkriegen und Schiedsverhandlungen verlor Freiburg fast das ganze Gebiet im Verlaufe der Zeit zuerst an Savoyen, dann an Bern, ausser denjenigen Gebieten des Seelands, die heute noch zu Freiburg gehören. Während des Laupenkrieges wurde Kerzers 1339 fast vollständig zerstört.
Bis zur Eroberung des Murtenbiets durch Berner und Freiburger im Jahr 1475 war Kerzers den Grafen von Savoyen untertan. Anschliessend wurde es als gemeine Herrschaft (gemeinsamer Besitz) von Freiburg im Üechtland und Bern regiert, und beide stellten abwechselnd für jeweils fünf Jahre den Vogt. Als die Truppen Karls des Kühnen 1476 Murten belagerten, ging das Dorf erneut in einer Feuersbrunst unter.
Am 15. Mai 1479 erhielt Kerzers einen neuen Freiheitsbrief, der demjenigen von Murten sehr ähnlich war: Als die beiden Städte zur Jahresrechnung für Murten und Echallens tagten «und der unseren von Kerzers erbare bottschaft, für uns kommen und uns fürgelegt einen alten brieff etlich ihr Freiheiten inhaltende mit demüthiger bitt, die weil derselbig an Schriften und Sigeln etwas gebersten habe, den selbigen zu videmiren und auf ihre kosten verneuern zu lassen». Man habe dies nicht unbillig erachtet, da ihnen diese Freiheiten vor Zeiten durch die savoyische Herrschaft in Briefen, die in den Burgunderkriegen verloren gegangen waren, bestätigt worden waren. Unter anderem wird denen von Kerzers in diesem neuen Freiheitsbrief gewährt, eine eigene «Fleisch-Schaal» und Badstube sowie einen eigenen Weibel und Bannwart zu haben. Im Weiteren wird auch erwähnt, es dürfe niemand mehr als drei Tage auf dem Boden von Kerzers weiden lassen, es sei denn, er wolle in der Herrschaft Murten wintern.
1528 beschloss der Rat von Bern die Durchführung der Reformation in seinem Machtbereich. Dieses Vorgehen führte im Murtenbiet zu Auseinandersetzungen mit dem katholischen Freiburg, welches zur Lösung des Problems eine Befragung der Bevölkerung verlangte. Bern musste auf dieses Verlangen eingehen, verzögerte aber die sofortige Abstimmung in Kerzers und setzte Reformprediger ein. Erst im Jahr 1530 erfolgte die verlangte Abstimmung, nach der in Kerzers im dritten Anlauf dank einer knappen Mehrheit die Reformation eingeführt wurde.
Der Legende nach wollte Bern die abgebrannte Kirche von Kerzers nicht wieder aufbauen, Freiburg jedoch folgte der Bitte der Einwohner des Ortes, diese wieder aufzubauen: In der Folge einigten sich Bern und Freiburg wie folgt: Freiburg baute auf eigene Kosten eine neue Kirche in Kerzers, und Bern übernahm auf ewige Zeiten die Bezahlung der Pfarrer. Die Regelung gilt bis heute und wurde in den diesbezüglichen Staatsvertrag zwischen Bern und Freiburg von 1889 übernommen.
Mit dem Einmarsch von Napoleon Bonaparte 1798 in die Schweiz endete die gemeine Herrschaft. Im Jahr 1803, nach dem Ende der Helvetischen Republik, wurde Kerzers endgültig dem Kanton Freiburg zugeteilt. (Siehe auch unter Murten.)
Von 1868 bis 1888 wurde die erste Juragewässerkorrektion gebaut. Durch die damit verbundene Melioration und Urbanisierung des Grossen Mooses wurde ab 1900 ein intensiverer Gemüseanbau möglich. Seit 1996 bemüht sich der Biotopverbund Grosses Moos in Zusammenarbeit mit der Landwirtschaft die Landschaft als Lebensraum für die Tier- und Pflanzenwelt aufzuwerten.

## Wirtschaft

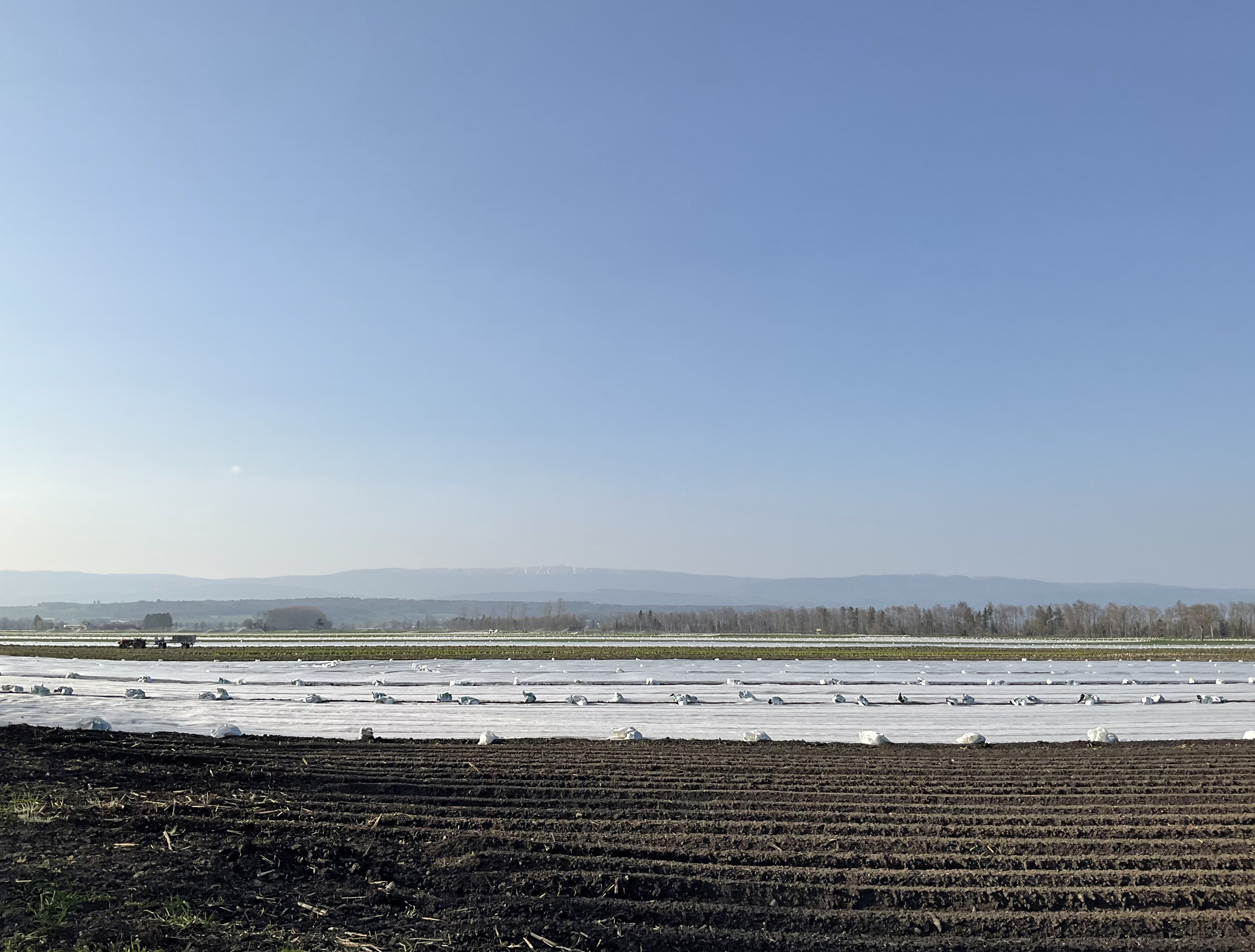
Gemüseanbau bei Kerzers

In Kerzers gibt es heute 48 Bauernbetriebe. Während zur Mitte des 20. Jahrhunderts über 50 Milchlieferanten gezählt wurden, hat sich deren Zahl auf weniger als 5 reduziert. Die Landwirtschaftsbetriebe haben sich auf den Gemüsebau spezialisiert und beliefern die ansässigen Gemüsehandelsbetriebe, welche sich in der Industrie- und Gewerbezone angesiedelt haben. Die günstige Verkehrslage hat dazu geführt, dass sich verschiedene Transportunternehmen und Zulieferfirmen niedergelassen haben. Die Nähe zu Bern hat auch zur Folge, dass die Gemeinde einen hohen Pendlersaldo aufweist.

## Politik
Nach den Gemeinderatswahlen im März 2021 setzt sich der siebenköpfige Gemeinderat aus Mitgliedern der FDP (3), SVP (2), CVP (1) und SP (1) zusammen. Martin Maeder (FDP) ist seit 2021 Gemeindepräsident.

## Verkehr

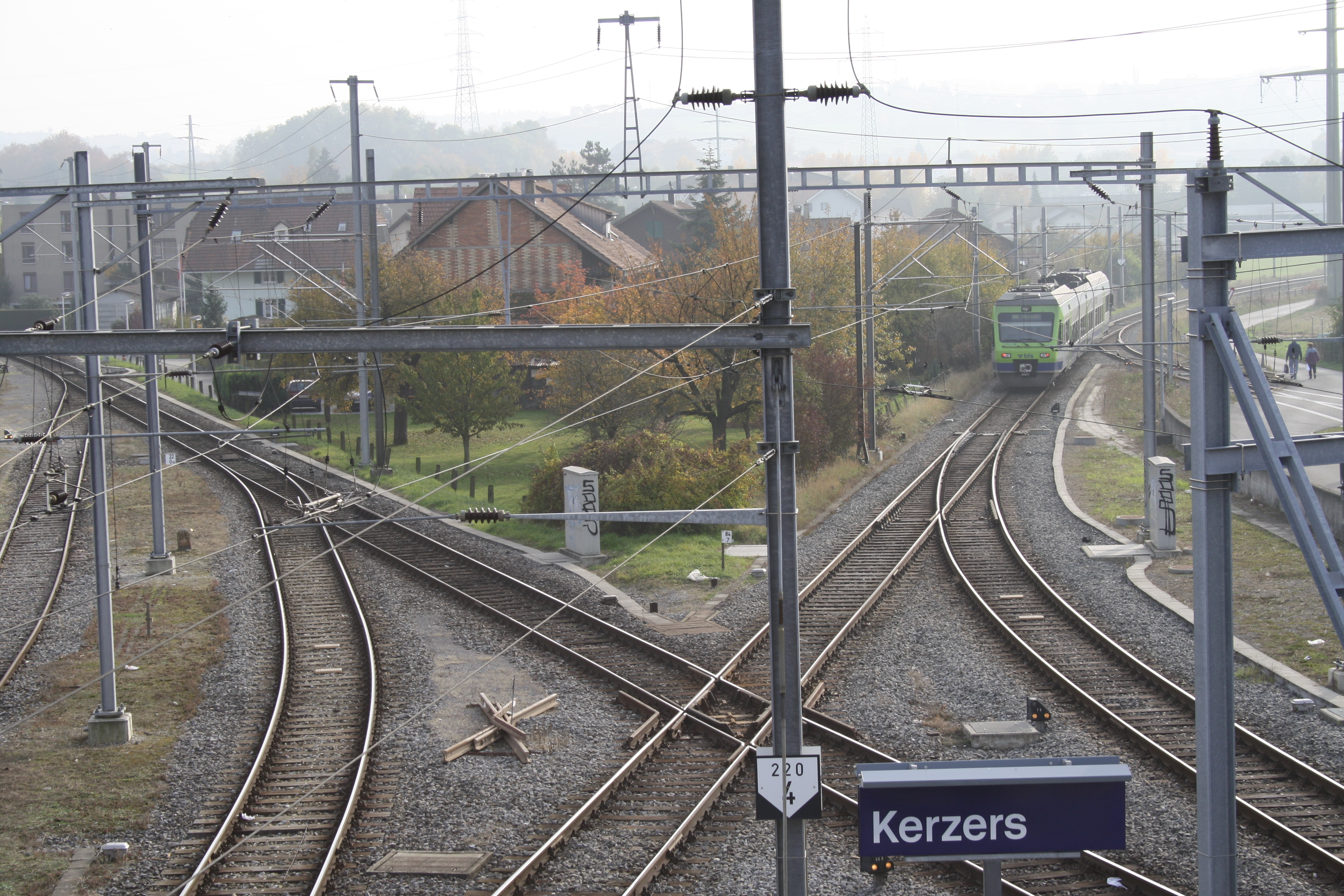
Schienenkreuz: rechts mit Zug nach Murten (Broyelinie), links nach Bern (Bahnstrecke Bern–Neuenburg)

Kerzers ist verkehrstechnisch gut erschlossen. Der Verkehr wurde massgeblich durch folgende Ereignisse erweitert:
- 1876 Bau der Broyelinie mit der Eisenbahnstrecke von Palézieux nach Lyss.
- 1901 Bau der Bahnstrecke Bern–Neuenburg.
- 1981 Anschluss an die Autobahn A1 (Bern–Lausanne).

Des Weiteren liegt im Bahnhof Kerzers das einzige normalspurige Schienenkreuz von Streckengleisen schweizweit. Es kreuzen sich die Broyelinie und die Strecke Bern–Neuenburg. Das Schienenkreuz ist gut einsehbar von der nahen wiederaufgebauten Fussgänger-Passerelle, die den gesamten Bahnhof überquert. Auf der gegenüberliegenden Seite des Schienenkreuzes steht ein historisches Stellwerk.

## Papiliorama
In Kerzers ist der Spezialzoo Papiliorama beheimatet. Er hat sich auf die Haltung von Schmetterlingen und Faltern spezialisiert, besitzt aber auch andere Ausstellungen.

## Sehenswürdigkeiten
- reformierte Kirche und Pfarrhaus[8]

## Sport
Jedes Jahr im März treffen sich Läufer aus dem In- und Ausland zum Kerzerslauf. Die Laufstrecke ist 15 km lang.

## Persönlichkeiten
- Gilbert Trolliet (1907–1980), Schriftsteller
- Hanni Schwab (1922–2004), Archäologin
- Max Imhof (1928–2017), Altphilologe
- Michel F. Bolle (* 1970), Volleyball-Nationaltrainer 2003–2011
- Paul Laciga (* 1970), Beachvolleyballer
- Martin Laciga (1975–2023), Beachvolleyballer